# Eijkman (cráter)
Eijkman es un cráter de impacto que se encuentra en el hemisferio sur  de la cara oculta de la Luna. Se encuentra hacia el sureste (a una distancia de alrededor medio diámetro) del cráter de mayor tamaño Lemaître. Al sur-sudoeste se halla el cráter Crommelin, y al noreste aparece Fizeau.
|  |

El borde de este cráter está bien definido, sin un desgaste significativo por impactos posteriores. Sin embargo, muestra algunos cráteres pequeños a lo largo del brocal, y otra marca de impacto en el interior del lado norte. Las paredes internas muestran algunas terrazas menores en el borde del lado noroeste. Cerca del punto medio del fondo del cráter aparece una formación de pico central en forma de herradura, con el extremo abierto apuntando hacia el sur.

## Cráteres satélite
Por convención estos elementos son identificados en los mapas lunares poniendo la letra en el lado del punto medio del cráter que está más cerca de Eijkman.
|           | \| Eichstadt \| Coordenadas \| Diámetro \| \| --------- \| -------------------------------- \| -------- \| \| D \| 62°18′S 136°54′O / -62.3, -136.9 \| 25 km \| |          |
| Eichstadt | Coordenadas | Diámetro |
| D         | 62°18′S 136°54′O / -62.3, -136.9 | 25 km    |